# Hans Haller (Goldschmied)
Hans Haller (* um 1505 in Lautrach; † 27. August 1547 in Augsburg) war ein deutscher Goldschmied.

## Leben

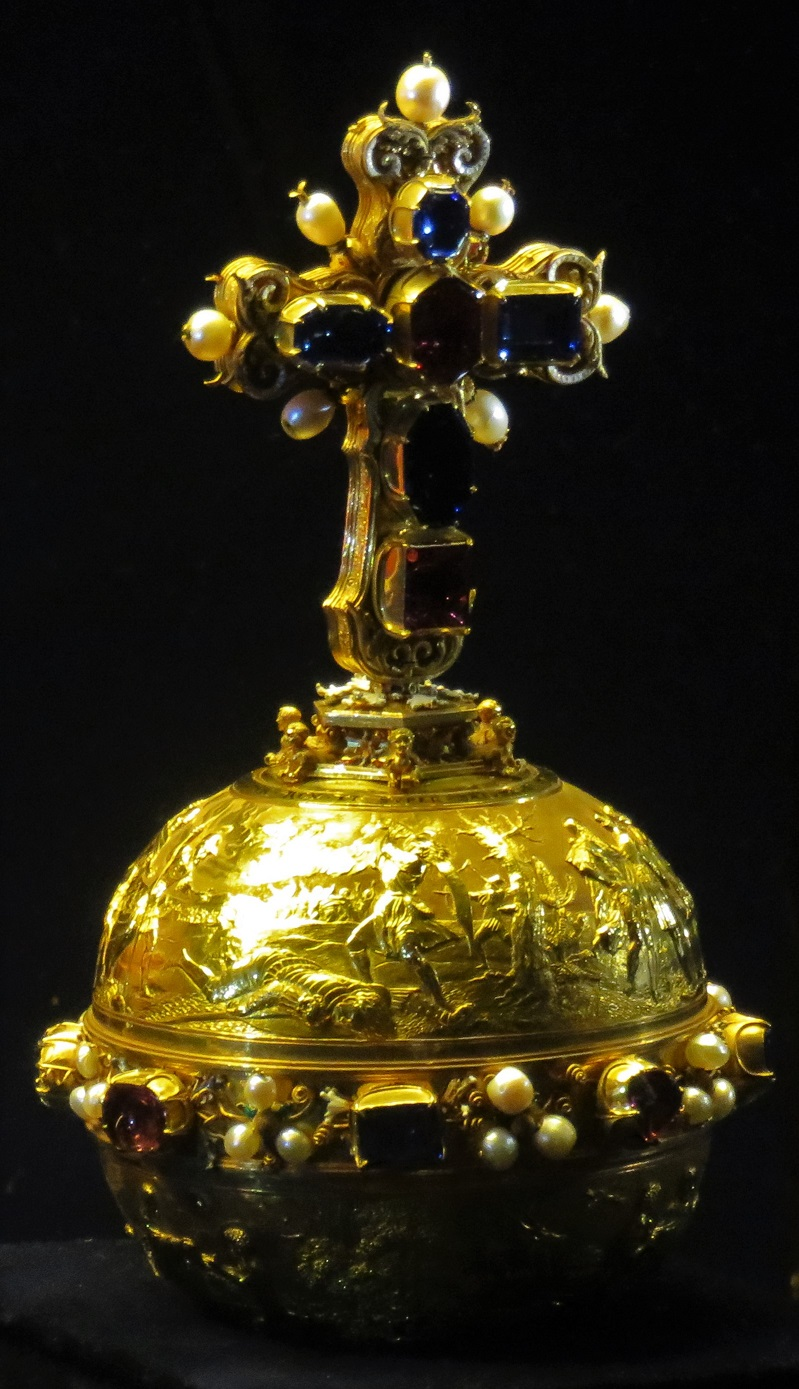
Vergoldeter Reichsapfel des Königreichs Böhmen (vermutlich Hans Haller, 1533–1534)

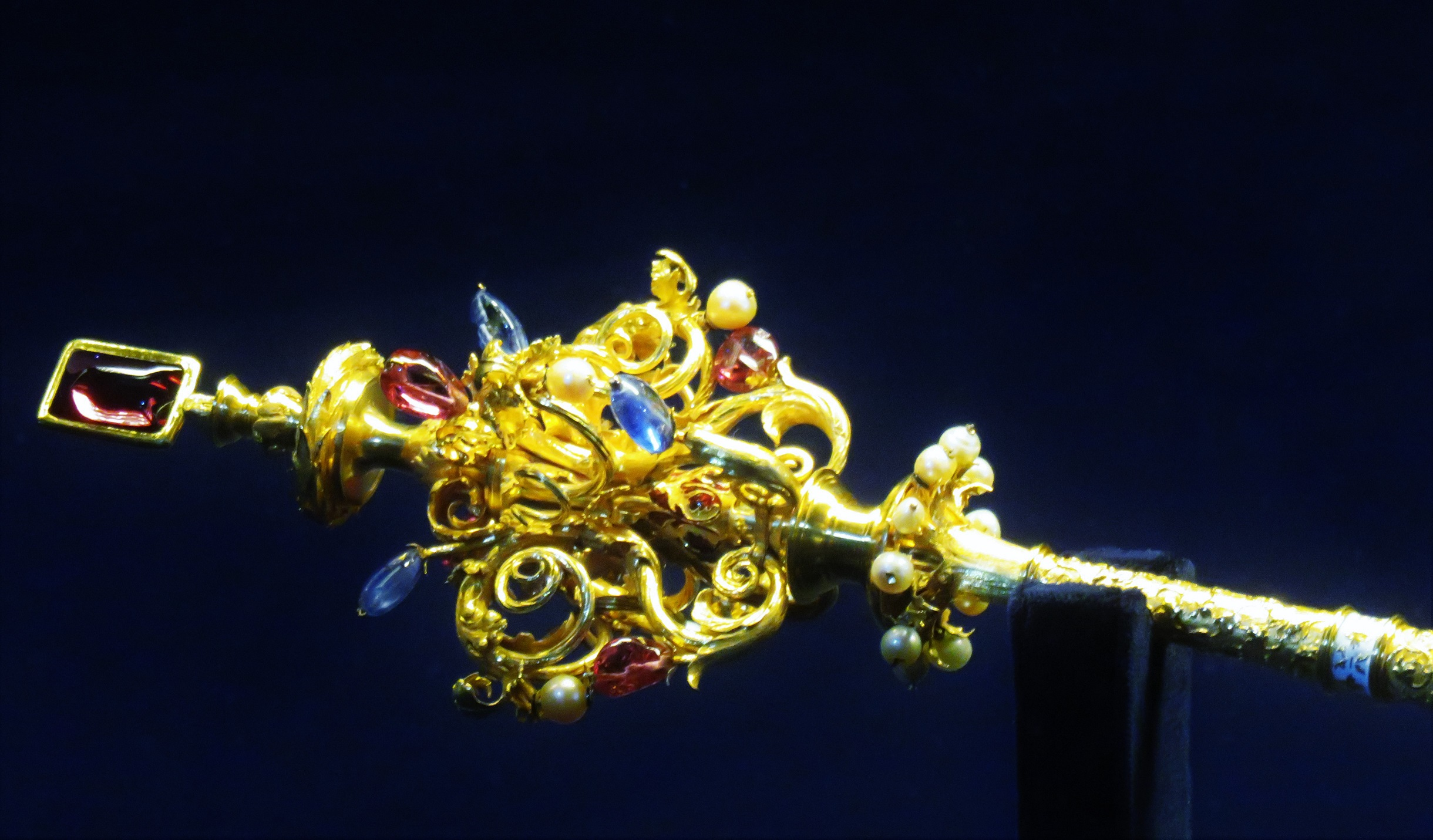
Vergoldetes Zepter des Königreichs Böhmen (vermutlich Hans Haller, 1533–1534)

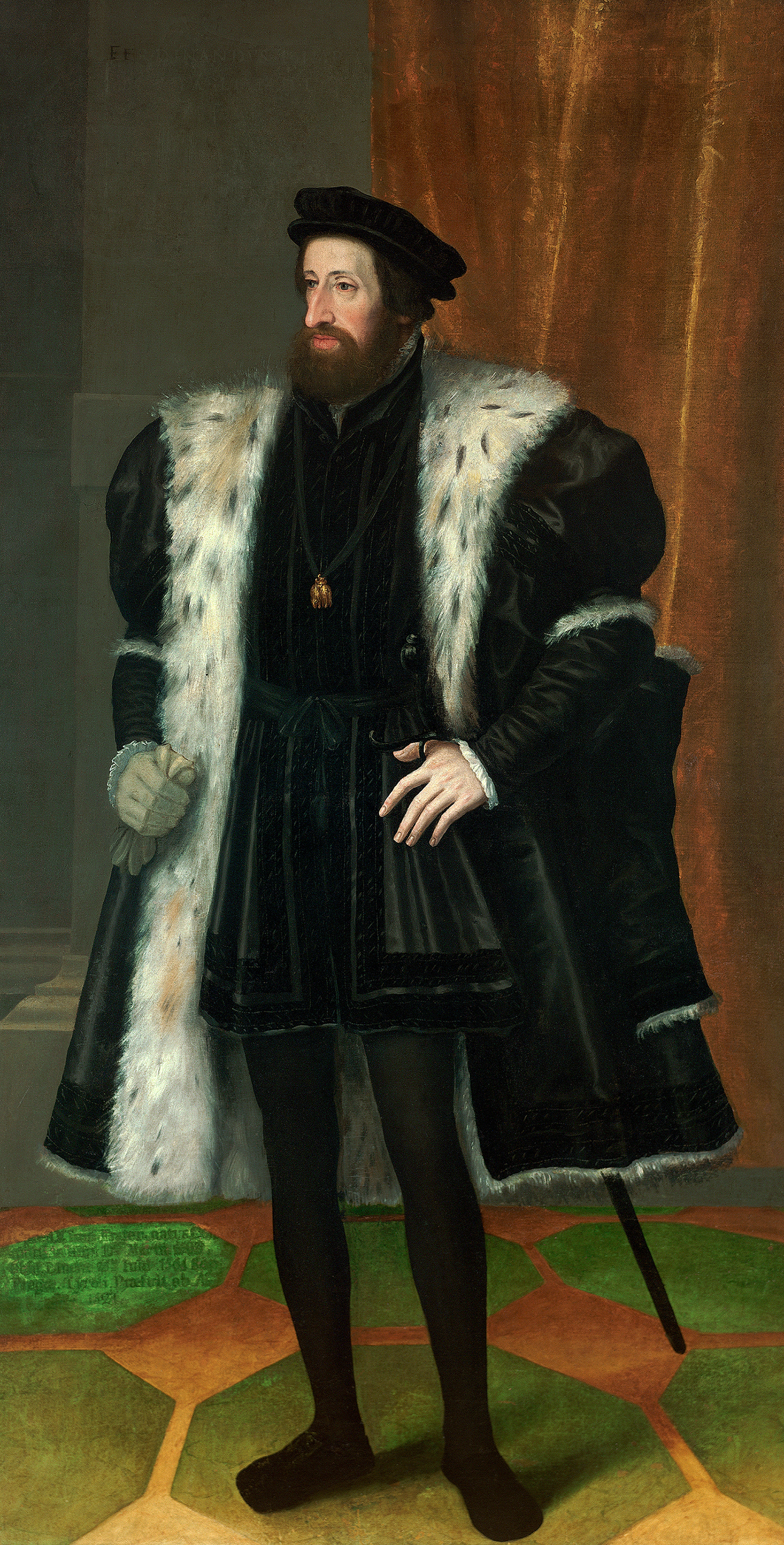
Ferdinand I. auf einem Porträt von Hans Bocksberger

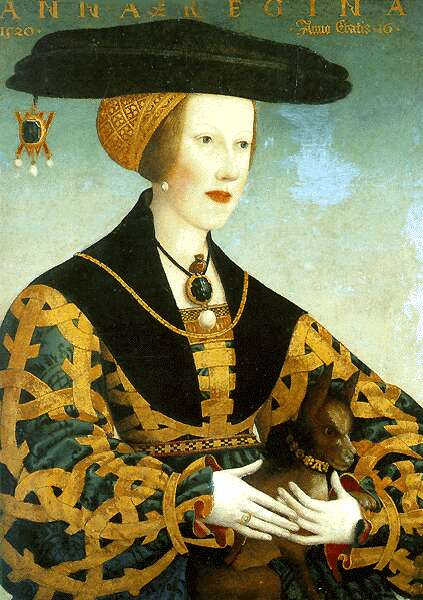
Anna Jagiello, Prinzessin von Ungarn und Böhmen, Porträtgemälde von Hans Maler zu Schwaz

Hans Haller (auch Heller) wurde um 1505 in Lautrach geboren. Er wurde als Goldschmied ausgebildet, war wahrscheinlich auch Rat und war 1541–1547 Mitglied in der Kaufleutestube in Augsburg. Er machte sich als Goldschmied und Schöpfer von Kron- und anderen Juwelen und Kunstwerken international berühmt. Hallers Meisterwerke sind König Ferdinands Krone, Reichsapfel und Zepter (1533–1534). Über den Verbleib der Königskrone, die 1534 von Hans Haller an König Ferdinand, den späteren Kaiser Ferdinand I., geliefert wurde, ist nichts bekannt, ebenso wenig, ob sie sich erhalten hat. Soweit es Zepter und Apfel betrifft, haben Beket Bukovinská und Lubomír Konecný versucht, diese mit jenen im Kronschatz des Veitsdoms in Prag zu identifizieren. Dabei handelt es sich aber um eine Hypothese, da keine gesicherten Werke von Haller bekannt sind.

### Sonstige Erwähnungen
Zu Hans Hallers Arbeit sind folgende sonstige Quellen vorhanden:
- Auf einem kleinen beiliegenden Zettel steht: „Herr Hans von Silberberg hat di clainater innhalt diss inventari uberantwurt, ausserhalb zwaier clainater, das ain ist ain kandl von diamanten, das ander clainat ain pluemen von diamanten, dabei A … Königin Anna (Anna von Böhmen und Ungarn) (1503–1547) bekennt, ihrem Goldschmied Augsburg, Hans Haller, umb ain clainatl, so wir dem jungen graven von Salm zum …“;[3]
- „2998 1526 November 26, Wien. Königin Anna bekennt, ihrem getreuen Hans Haller, Bürger zu Augsburg, ihrem Goldschmied, umb alle sein arbeit, stain, perl und anders, so er uns pis auf dato… CLXXVII Personen-Register zum II. Theil.: Haller, Hans, Goldschmied zu Augsburg, 2906, 2991, 2391, 2995, 1998, 1999.“[4]
- Den Auftakt macht ein Aufsatz von Beket Bukovinská und Lubomír Konecný über den Reichsapfel und das Szepter im Kronschatz des Sankt Veits-Doms in Prag (15-38). Die Autoren kommen zu dem Schluss, dass die Insignien wahrscheinlich für Kaiser Ferdinand I. in den Jahren 1532 bis 1534 durch den Augsburger Goldschmied Hans Haller geschaffen worden sind.[5] Apfel und Zepter, die heute Teil des böhmischen Kronschatzes sind, hat erst Kaiser Ferdinand I. in den Jahren 1532–1534 anfertigen lassen. Das Zepter misst 67 cm und ist 1013 Gramm schwer. Es ist geschmückt mit vier Saphiren, fünf Spinellen und 62 Perlen. Der Apfel wiegt 780 Gramm und ist 22 cm hoch. Beide Halbkugeln des Apfels sind von akribisch ziselierten Reliefs bedeckt, die Szenen aus dem Leben Adams und des Königs David zeigen. Auf dem Reif unter dem Kreuz befindet sich die Aufschrift „DOMINE IN VIRTUTE TUA LETABITUR REX ET SUPER SALUTARE TUAN EXULTABIT“ („Herr, durch deine Macht erfreut sich der König und durch deine Hilfe frohlockt er“);
- Neben Nürnberg war Augsburg das Zentrum der Goldschmiedekunst in Süddeutschland. … So stellte der Goldschmied Hans Haller 1530–1532 (sic!) das wahrscheinlich aufwendigste und teuerste Reliquiar des ganzen Heiligtums.[6] Soweit es Zepter und Apfel betrifft, haben Beket Bukovinská und Lubomír Konecný versucht, diese mit jenen im Kronschatz des Veitsdoms in Prag zu identifizieren. Dabei handelt es sich aber nach wie vor um eine Hypothese, da keine gesicherten Werke von Haller bekannt sind;
- „… zum römisch-deutschen König gekrönt wurde. In diesem Zusammenhang ist die Tatsache interessant, daß dieser Herrscher Kaiser Ferdinand I. 1533 eine Krone, einen Reichsapfel und ein Szepter bei dem Augsburger Goldschmied Hans Haller in Auftrag gab.“[7]

## Familie
Hans Hallers Eltern sind nicht nachgewiesen, aber Kaspar Haller (Heller) in Augsburg war wahrscheinlich sein Vater.
Im Stadtarchiv zu Augsburg ist das folgende Dokument, datiert den 3. Februar 1506, in Salzburg, erwähnenswert:

„Erzbischofs Leonhard von Salzburg Statthalter und Räthe bekennen, dass sie auf Königs Maximilian Schreiben ddo. Linz 5. Januar 1506 von Kaspar Haller und Pawchhansen, der Stadt Augsburg Diener, zwai der Römisch kgl. maj. trühlein, mit swarzen leder überzogen, der trühl jedes verslossen und secretirt und doch die slos an den narben etwas mangel haben, empfangen hätten, um dieselben an den König weiter zu befördern. – Salzburg am erichtag nach Unser Lieben Frawen tag zu liechtmess anno domini etc. im sechsten. Orig., Maximilian, 1506 Februar 4.“

Kaspar Haller war also Hoflieferant.
Die Augsburger Haller scheinen nicht von dem Nürnberger Patrizier-Geschlecht der Haller von Hallerstein zu stammen. In „Geschichte der adelichen Geschlechter in der freyen Reichs-Stadt Augsburg“, 1762, mit Bezug auf Johann Gottfried Biedermanns Geschlechts-Register des Patriciats zu Nürnberg. T. XCIV-CXB, schreibt Paul von Stetten:

„Aus dieser Erzählung ist nun leicht abzunehmen, daß sich sehr wenige dieser Familie in Augsburg befunden haben. Es kam niemand dahin, als Christoph Haller, welcher aus der von der Petrinischen Linie entsprossenen Wolf-Hallerschen oder Niederländischen Neben-Linie gewesen ist. Er erheurathete A. 1536 das Bürger-Recht mit Anna, Simon Imhofs von Augsburg Tochter. Allein er gab es A. 1555 wiederum auf, und starb A. 1581 zu Lucern in der Schweiz ohne männliche Erben.“

Da die Söhne von Nikolaus Haller keine Kinder hatten, war die Linie von Hans Haller im Mannesstamm auch erloschen. Von Stetten scheint über Hans und Kaspar Haller keine Kenntnisse zu haben. Da Johann Gottfried Biedermann seine Informationen zum Teil von den noch lebenden Familienangehörigen selbst erhielt, wurde nicht ausreichend zwischen Überlieferung und wissenschaftlicher Untermauerung unterschieden. Für die Frühzeit der Geschlechter ist die Arbeit besonders fehlerhaft. Zur Fehlerhaftigkeit beigetragen hat sicher auch die rein grafische Darstellung der Stammbäume, die Lückenlosigkeit vortäuscht, und dass es nicht unbedingt üblich war, bei mangelnder Quellenlage mit Auslassungen oder Fußnoten zu arbeiten. In der Zeit, als Hans Haller als Goldschmied aktiv war und für König Ferdinand I. und Königin Anna Juwelen herstellte, war (berichtet Biedermann) Conrad Haller J.U.D. & Ritter, Kaiser Karls V. und König Ferdinands I. wie auch Bischöflich-Bambergischer Rat und Österreichischer Kammergerichts Assessor. Sebald Haller war Kaiser Karls V. Geheimer Sekretär. Wolfgang Haller, Ritter, war ebendieses Kaisers Rat, Regiments-Rat und Kämmerer zu Innsbruck. Trotz Nikolaus Hallers Karriere, und Hans Hallers Aufträgen als Goldschmied am kaiserlichen Hof, scheint der Familie aus Lautrach nicht mit dem Nürnberger Patriziat-Geschlecht der Haller verwandt zu sein.
Hans Haller war seit dem 7. April 1528 in Augsburg mit Ursula Pfefferl aus Augsburg verheiratet. Ein Sohn ist bekannt: Nikolaus Haller (* November 1539 in Augsburg; † 1584 ebenda), ein Fuggerischer Faktor in Genua, Mailand und in Spanien. Er war auch Kaiserlich- und Bayerischer Rat. Von 1573 bis 1584 war Nikolaus Haller Mitglied in der Augsburger Kaufleutestube. Hans Haller aus Augsburg, der 1550 mit einem Wappen belehnt wurde, könnte ein Bruder Nikolaus Hallers gewesen sein.